# Polypodiodes dielseana
Polypodiodes dielseana är en stensöteväxtart som först beskrevs av Carl Frederik Albert Christensen, och fick sitt nu gällande namn av Fraser-jenkins. Polypodiodes dielseana ingår i släktet Polypodiodes och familjen Polypodiaceae. Inga underarter finns listade.